# Bernard Donovan
Bernard Donovan (Harare, 12 de julho de 1995) é um futebolista profissional zimbabuano que atua como goleiro.

## Carreira
Bernard Donovan representou o elenco da Seleção Zimbabuense de Futebol no Campeonato Africano das Nações de 2017.